# جامعة منوبة
جامعة منوبة، هي جامعة حكومية في منوبة، تونس.تقع غربي العاصمة التونسية 

## إحصائيات
- طبقا لأرقام السنة الجامعية 2008-2009 يبلغ عدد الطلبة المسجلين بجامعة منوبة: 32,135 طالبا، مقابل 21163 خلال السنة الجامعية 2000-2001.
- وفي السنة الجامعية 2008-2009: يبلغ عدد هيئة التدريس: 1,643، وعدد الأعوان الإداريين: 600.
- بلغ عدد الخريجين من مختلف المؤسسات الجامعية التابعة لجامعة منوبة خلال السنة الجامعية 2007-2008: 5011.
- يبلغ عدد الشهادات التي تسندها المؤسسات الجامعية التابعة لجامعة منوبة: 66 تتوزع كما يلي: 38 إجازة، 22 إجازة تطبيقية، 16 إجازة أساسية.

## البحث
يبلغ عدد المخابر البحثية: 5، وعدد وحدات البحث: 29، ينشط في إطارها: 967 باحثا.

## الاختصاصات
علوم المكتبات والتوثيق، علوم الإخبار والاتصال، علوم الإعلامية والملتيميديا والتصميم، اللغات والفنون والإنسانيات، التجارة والتجارة الإلكترونية والمحاسبة، التصرف وإدارة المؤسسات، البيوتكنولوجيا، علوم الرياضة والتربية البدنية.

## المؤسسات الجامعية
تحتوي جامعة منوبة على أربع عشرة مؤسسة جامعية تتركز أهمها في المركب الجامعي بمنوبة، وهي على التوالي:
- المدرسة العليا للاقتصاد الرقمي
- كلية الآداب والفنون والإنسانيات بمنوبة
- المعهد العالي للتوثيق بتونس
- معهد الصحافة وعلوم الإخبار
- المدرسة العليا للتجارة بتونس
- المدرسة العليا للتجارة الإلكترونية بمنوبة
- المدرسة الوطنية لعلوم الإعلامية
- المعهد العالي للمحاسبة وإدارة المؤسسات بتونس
- المعهد العالي لفنون الملتيميديا بمنوبة
- المدرسة الوطنية للمهندسين بمنوبة

كما توجد المؤسسات التالية خارج المركب الجامعي، وهي:
- المدرسة العليا لعلوم وتكنولوجيات التصميم بضاحية الدندان

وتوجد ثلاث مؤسسات تحت إشراف مزدوج أي بين وزارة التعليم العالي ووزارة أخرى، وهي:
- المعهد العالي للبيوتكنولوجيا بسيدي ثابت (مع وزارة الفلاحة)
- المدرسة الوطنية للطب البيطري بسيدي ثابت، (مع وزارة الفلاحة).
- المعهد العالي للرياضة والتربية البدنية بقصر سعيد (مع وزارة الشباب والرياضة)
- معهد النهوض بالمعاقين قصر السعيد (مع وزارة الشؤون الاجتماعية)

كما تتبع جامعة منوبة مؤسسة بحثية هي:
- المعهد العالي لتاريخ الحركة الوطنية، ويوجد مقره في المركب الجامعي بمنوبة.

## التعاون الدولي
يبلغ عدد الاتفاقيات المبرمة بين جامعة منوبة ومؤسسات أجنبية: 28 تتوزع كما يلي:
- البلدان الأوربية: 20 من بينها 14 مع مؤسسات فرنسية و3 مع مؤسسات إيطالية
- البلدان الأمريكية: 4 من بينها 2 مع كندا
- البلدان العربية: 2 هما: الجزائر وسلطنة عمان
- البلدان الآسيوية: 1 مع كوريا الجنوبية
- المنظمات الدولية: اليونسكو: 1.

## وصلة خارجية
بوابة جامعة منوبة